# Miguel Ramírez Goyena
Miguel Ramírez Goyena (1857 - 1927) foi um botânico Nicaraguense .